# Tomáš Holeš
Tomáš Holeš (ur. 31 marca 1993 w m. Nové Město na Moravě) – czeski piłkarz, grający na pozycji prawego obrońcy w czeskim klubie Slavia Praga oraz w reprezentacji Czech. Uczestnik Mistrzostw Europy 2020.

## Kariera piłkarska
Swoją karierę piłkarską Holeš rozpoczął w klubie FC Hradec Králové. W 2012 roku awansował do kadry pierwszej drużyny. Zadebiutował w niej w czeskiej pierwszej lidze 18 lutego 2012 w przegranym 1:3 wyjazdowym meczu ze Slovanem Liberec. W sezonach 2013/2014 i 2015/2016 grał z Hradcem Králové w drugiej lidze.
Latem 2017 Holeš został wypożyczony do FK Jablonec. Swój debiut w Jabloncu zanotował 5 listopada 2017 w wygranym 1:0 domowym spotkaniu ze Zbrojovką Brno. W 2018 został wykupiony przez Jablonec, w którym spędził jeszcze sezon 2018/2019.
Latem 2019 Holeš odszedł do Slavii Praga. Swój debiut w Slavii zaliczył 10 sierpnia 2019 w wygranym 1:0 domowym meczu ze Slovanem Liberec. W sezonie 2019/2020 wywalczył ze Slavią mistrzostwo Czech.
| Sezon   | Klub              | Kraj   | Rozgrywki | Mecze | Gole |
| ------- | ----------------- | ------ | --------- | ----- | ---- |
| 2011/12 | FC Hradec Králové | Czechy | 1. Liga   | 12    | 0    |
| 2012/13 | FC Hradec Králové | Czechy | 1. Liga   | 24    | 1    |
| 2013/14 | FC Hradec Králové | Czechy | 2. Liga   | 14    | 1    |
| 2014/15 | FC Hradec Králové | Czechy | 1. Liga   | 30    | 0    |
| 2015/16 | FC Hradec Králové | Czechy | 2. Liga   | 26    | 1    |
| 2016/17 | FC Hradec Králové | Czechy | 1. Liga   | 15    | 1    |
| 2017/18 | FK Jablonec       | Czechy | 1. Liga   | 18    | 1    |
| 2018/19 | FK Jablonec       | Czechy | 1. Liga   | 35    | 6    |
| 2019/20 | Slavia Praga      | Czechy | 1. Liga   | 15    | 1    |
| 2020/21 | Slavia Praga      | Czechy | 1. Liga   | 24    | 6    |

## Kariera reprezentacyjna
Holeš występował w reprezentacji Czech U-21. W 2011 roku był w kadrze U-21 na Mistrzostwa Świata U-17, jednak nie rozegrał tam żadnego meczu. 7 września 2020 zadebiutował w reprezentacji Czech w przegranym 1:2 meczu Ligi Narodów ze Szkocją, rozegranym w Ołomuńcu.